# Крыпно (гмина)
Крыпно (пол. Krypno) — сельская гмина (волость) в Польше, входит как административная единица в Монькский повет Подляского воеводства. Население 
— 4110 человек (на 2011 год). Административный центр гмины — деревня Крыпно-Косьцельне.

## Демография
Данные по переписи 2011 года:
| Перепись            | Всего | Мужчины | Женщины |
| ------------------- | ----- | ------- | ------- |
| Всего               | 4110  | 2058    | 2052    |
| Городское население | 0     | 0       | 0       |
| Сельское население  | 4110  | 2058    | 2052    |

## Населённые пункты
- Длуголенка

## Соседние гмины
1. Гмина Добжинево-Дуже
2. Гмина Кнышин
3. Гмина Моньки
4. Гмина Тыкоцин
5. Гмина Тшчанне